# Холов, Нурмахмад Махмадуллаевич
Нурмахма́д Махмадулла́евич Хо́лов (22 апреля 1953, Таджикская ССР, СССР) — российский дипломат таджикского происхождения. Чрезвычайный и полномочный посол (2017).

## Биография
Родился 22 апреля 1953 года в посёлке Арабхона в Шаартузском районе на юго-западе Таджикской ССР Советского Союза. Он из многодетной семьи дехкан. У него пятеро братьев и четверо сестёр. Его отец — Махмадулло Холович Холов из простого дехканина стал партийным работником в своём районе, часто бывал в командировках по республике и союзу. В 1963 году Махмадулло Холов стал председателем Президиума Верховного Совета Таджикистана.
Окончил в 1976 году факультет востоковедения Таджикского государственного университета имени В. И. Ленина в Душанбе по специальности «востоковед». Вступил в КПСС в 1975 году. На дипломатической работе с 1976 года.
В 1976—1980 годах — секретарь-референт, атташе, и третий секретарь посольства СССР в Адене (Народная Демократическая Республика Йемен (Южный Йемен). В 1980—1981 годах — второй секретарь посольства СССР в Сане (Йеменская Арабская Республика (Северный Йемен).
С 1981 по 1983 годы являлся слушателем Дипломатической академии МИД СССР в Москве. В 1983—1988 годах — первый секретарь посольства СССР в Багдаде (Иракская Республика), в 1988—1989 годах слушатель слушатель курсов руководящих работников посольств при Дипломатической академии МИД СССР.
В 1990—1996 годах — советник в посольстве СССР, а затем Российской Федерации в Дамаске (Сирийская Арабская Республика). В 1996—2001 годах — старший советник, затем начальник отдела Консульского департамента МИД РФ в Москве. В 2001—2005 годах — генеральный консул России в городе Александрия (Арабская Республика Египет), в 2005—2013 годах — главный советник Департамента по работе с соотечественниками за рубежом МИД РФ.
С 22 ноября 2013 по 9 ноября 2021 года — чрезвычайный и полномочный посол Российской Федерации в Государстве Катар.
Помимо родных таджикского и русского языков, владеет арабским, персидским и английским языками.

## Дипломатический ранг
- Чрезвычайный и полномочный посланник 2 класса (23 января 2004)[1].
- Чрезвычайный и полномочный посланник 1 класса (21 июля 2015)[2].
- Чрезвычайный и полномочный посол (26 декабря 2017)[3].

## Награды
- Орден Дружбы (27 июня 2017) — За большой вклад в подготовку и реализацию межгосударственных экономических соглашений и многолетнюю добросовестную работу[4]
- Медаль ордена «За заслуги перед Отечеством» II степени (22 февраля 2013) — За большой вклад в реализацию внешнеполитического курса Российской Федерации и многолетнюю добросовестную работу[5].

## Семья
Нурмахмад Холов — старший сын председателя Президиума Верховного Совета Таджикской ССР в 1963—1984 годах Махмадулло Холова (1920—1989). Женат, имеет взрослых сына и трёх дочерей.